# Polski Związek Łuczniczy
Polski Związek Łuczniczy (PZŁucz) – organizacja zrzeszająca zawodników, trenerów i działaczy polskiego łucznictwa powstała w 1927 z siedzibą w Warszawie. W latach 1950–56 działał jako Sekcja Łucznicza GKKF, w 1957 roku reaktywowany. Od czerwca 2023 prezesem związku jest Dawid Michalski.
Polski Związek Łuczniczy od 1931 roku jest członkiem Międzynarodowej Federacji Łuczniczej (FITA), której był inicjatorem i współzałożycielem.
PZŁucz był trzykrotnie organizatorem mistrzostw świata: w 1931 we Lwowie i 1932 w Warszawie oraz w 1991 roku w Krakowie.